# Alejandro Romero Gamarra
Alejandro Sebastián Romero Gamarra (Ciudadela, 11 de enero de 1995), conocido también por su apodo "Kaku", es un futbolista paraguayo nacido en Argentina. Juega de mediocampista ofensivo o extremo en el club Al-Ain F. C. de la UAE Pro League de los Emiratos Árabes Unidos. Es internacional absoluto con la selección de Paraguay.

## Trayectoria

### Huracán
Nacido en Ciudadela, pero hijo de inmigrantes paraguayos, Romero Gamarra comenzó su carrera en las divisiones juveniles de Huracán. En 2013 hizo su debut en el primer equipo en la Primera B Nacional. Marcó su primer gol el 12 de octubre de 2013 en una victoria 4-1 sobre Aldosivi. El 14 de diciembre de 2014 participó en el regreso del club a la máxima categoría después de tres temporadas, anotando el segundo gol en una victoria por 4-1 sobre Atlético Tucumán. Con el ascenso, Huracán concluyó una temporada muy exitosa, en la que ganó la Copa Argentina 2013-14 unas semanas antes ante Rosario Central, con Romero Gamarra apareciendo como sustituto en el segundo tiempo. Este fue el primer título oficial del club después de 41 años.
El 3 de febrero de 2015 anotó su primer gol en la Copa Libertadores contra el club peruano Alianza Lima, en una victoria por 4-0. El 1 de marzo de 2016 Huracán logró la victoria ante Peñarol en el Estadio Centenario, por 1-0, con su gol. Unas semanas más tarde, el 24 de marzo marcó su primer gol en la Primera División en una victoria por 2-0, nuevamente, sobre Aldosivi. El 18 de julio de 2016 ayudó a Huracán a avanzar en la Copa Argentina anotando el primer gol en la victoria por 2-1 sobre Central Córdoba de Rosario.
El 27 de mayo de 2017 marcó un gol de penal en el tiempo de descuento en el empate 1-1 con Boca Juniors. El 1 de junio de 2017 logró otro gol importante para su club, esta vez colaborando en la victoria por 4-0 sobre el Deportivo Anzoátegui, lo que le permitió al equipo seguir en la Copa Sudamericana 2017, con un marcador agregado de 4-3, después de haber perdido el partido de ida por tres goles. El 16 de junio de 2017 anotó el gol en la victoria por 1-0 sobre Unión (SF), ayudando a su club a evitar el descenso. El 28 de octubre de 2017 anotó el segundo gol en la victoria por 4-0 sobre Lanús y celebró el objetivo de dedicarlo a su madre recientemente fallecida, tras haber fallado un penal en el partido contra Vélez Sarsfield por la Copa Argentina 2016-17, que terminó 0-0 y fue eliminación en los tiros desde el punto penal, en los que volvió a malograr otro lanzamiento.

### New York Red Bulls
El 23 de diciembre de 2017, Huracán anunció su transferencia a los New York Red Bulls de la Major League Soccer por una cifra de $6.250.000.  El 1 de marzo de 2018, hizo su debut en una victoria por 2-0 sobre Olimpia en la Liga de Campeones de la Concacaf.

### Al-Taawoun FC
Luego de 80 partidos, 13 goles y 16 asistencias, quedó libre del New York Red Bulls de la MLS y firmó su vínculo por tres años en el Al-Taawoun FC, de la primera división de Arabia Saudita.

## Selección nacional

### Selección argentina

#### Sub-20
Romero Gamarra nació en Argentina de padres paraguayos. Fue seleccionado para participar en la Copa Mundial Sub-20 de 2015 celebrada en Nueva Zelanda.

### Selección paraguaya

#### Absoluta
El 16 de mayo de 2018, Romero Gamarra anunció su deseo de presentar una solicitud de cambio por única vez ante la FIFA para jugar con Paraguay. La medida fue aprobada el 23 de mayo de 2018, y fue llamado inmediatamente a la selección de Paraguay. Hizo su debut competitivo el 12 de junio, como sustituto en la segunda mitad de un partido amistoso contra Japón.

### Participaciones en Copa América
| Copa              | Sede   | Resultado        | Partidos | Goles |
| ----------------- | ------ | ---------------- | -------- | ----- |
| Copa América 2021 | Brasil | Cuartos de final | 2        | 1     |

### Goles en la selección
| Goles con la Selección de Paraguay | Goles con la Selección de Paraguay | Goles con la Selección de Paraguay | Goles con la Selección de Paraguay | Goles con la Selección de Paraguay | Goles con la Selección de Paraguay | Goles con la Selección de Paraguay | Goles con la Selección de Paraguay | Goles con la Selección de Paraguay |
| Resultados                         | Resultados                         | Resultados                         | Resultados                         | Lugar                              | Estadio                            | Fecha                              | Tipo                               | Goles                              |
| ---------------------------------- | ---------------------------------- | ---------------------------------- | ---------------------------------- | ---------------------------------- | ---------------------------------- | ---------------------------------- | ---------------------------------- | ---------------------------------- |
| Paraguay                           | 4                                  | 2                                  | Jordania                           | Amán                               | Internacional de Amán              | 10 de septiembre de 2019           | Amistoso                           | 1 gol                              |
| Paraguay                           | 1                                  | 1                                  | Eslovaquia                         | Bratislava                         | Estadio Nacional                   | 13 de octubre de 2019              | Amistoso                           | 1 gol                              |
| Paraguay                           | 2                                  | 2                                  | Bolivia                            | Asunción                           | Defensores del Chaco               | 17 de noviembre de 2020            | Eliminatorias Sudamericanas 2022   | 1 gol                              |
| Paraguay                           | 3                                  | 1                                  | Bolivia                            | Goiânia                            | Estadio Olímpico                   | 14 de junio de 2021                | Copa América 2021                  | 1 gol                              |
| Paraguay                           | 2                                  | 1                                  | Venezuela                          | Asunción                           | Defensores del Chaco               | 9 de septiembre de 2021            | Eliminatorias Sudamericanas 2022   | 1 gol                              |

Para un total de 5 goles y 4 asistencias en 15 partidos.

## Estadísticas

### Clubes
Actualizado hasta su último partido disputado el 26 de junio de 2025.
| Club                                | Div.          | Temporada     | Liga  | Liga  | Liga   | Copas nacionales | Copas nacionales | Copas nacionales | Torneos internacionales | Torneos internacionales | Torneos internacionales | Total | Total | Total  |
| Club                                | Div.          | Temporada     | Part. | Goles | Asist. | Part.            | Goles            | Asist.           | Part.                   | Goles                   | Asist.                  | Part. | Goles | Asist. |
| ----------------------------------- | ------------- | ------------- | ----- | ----- | ------ | ---------------- | ---------------- | ---------------- | ----------------------- | ----------------------- | ----------------------- | ----- | ----- | ------ |
| C. A. Huracán Argentina             | 2.ª           | 2013-14       | 16    | 2     | 1      | 1                | 0                | 0                | —                       | —                       | —                       | 17    | 2     | 1      |
| C. A. Huracán Argentina             | 2.ª           | 2014          | 6     | 3     | 0      | 2                | 0                | 0                | —                       | —                       | —                       | 8     | 3     | 0      |
| C. A. Huracán Argentina             | 1.ª           | 2015          | 17    | 0     | 2      | —                | —                | —                | 11                      | 1                       | 3                       | 28    | 1     | 5      |
| C. A. Huracán Argentina             | 1.ª           | 2016          | 16    | 1     | 2      | —                | —                | —                | 9                       | 2                       | 0                       | 25    | 3     | 2      |
| C. A. Huracán Argentina             | 1.ª           | 2016-17       | 27    | 2     | 3      | 3                | 1                | 0                | 2                       | 1                       | 0                       | 32    | 4     | 3      |
| C. A. Huracán Argentina             | 1.ª           | 2017-18       | 12    | 1     | 3      | 2                | 0                | 0                | 1                       | 0                       | 0                       | 15    | 1     | 3      |
| C. A. Huracán Argentina             | Total club    | Total club    | 94    | 9     | 11     | 8                | 1                | 0                | 23                      | 4                       | 3                       | 125   | 14    | 14     |
| New York Red Bulls Estados Unidos   | 1.ª           | 2018          | 34    | 6     | 11     | 1                | 0                | 1                | 3                       | 1                       | 0                       | 38    | 7     | 12     |
| New York Red Bulls Estados Unidos   | 1.ª           | 2019          | 27    | 5     | 5      | 1                | 0                | 0                | 4                       | 0                       | 1                       | 32    | 5     | 6      |
| New York Red Bulls Estados Unidos   | 1.ª           | 2020          | 17    | 2     | 3      | —                | —                | —                | —                       | —                       | —                       | 17    | 2     | 3      |
| New York Red Bulls Estados Unidos   | Total club    | Total club    | 78    | 13    | 19     | 2                | 0                | 1                | 7                       | 1                       | 1                       | 87    | 14    | 21     |
| Al-Taawoun F. C. Arabia Saudita     | 1.ª           | 2020-21       | 11    | 7     | 3      | 3                | 2                | 1                | —                       | —                       | —                       | 14    | 9     | 4      |
| Al-Taawoun F. C. Arabia Saudita     | 1.ª           | 2021-22       | 15    | 3     | 2      | 1                | 1                | 1                | —                       | —                       | —                       | 16    | 4     | 3      |
| Al-Taawoun F. C. Arabia Saudita     | 1.ª           | 2022-23       | 27    | 6     | 15     | 1                | 2                | 1                | —                       | —                       | —                       | 28    | 8     | 16     |
| Al-Taawoun F. C. Arabia Saudita     | Total club    | Total club    | 53    | 16    | 20     | 5                | 5                | 3                | 0                       | 0                       | 0                       | 58    | 21    | 23     |
| Al-Ain F. C. Emiratos Árabes Unidos | 1.ª           | 2023-24       | 20    | 5     | 6      | 5                | 1                | 0                | 11                      | 4                       | 4                       | 36    | 10    | 10     |
| Al-Ain F. C. Emiratos Árabes Unidos | 1.ª           | 2024-25       | 24    | 6     | 9      | 3                | 0                | 3                | 13                      | 5                       | 1                       | 40    | 11    | 13     |
| Al-Ain F. C. Emiratos Árabes Unidos | Total club    | Total club    | 44    | 11    | 15     | 8                | 1                | 3                | 24                      | 9                       | 5                       | 76    | 21    | 23     |
| Total carrera                       | Total carrera | Total carrera | 269   | 49    | 65     | 23               | 7                | 7                | 54                      | 14                      | 9                       | 346   | 70    | 81     |
| 1. 2. 3.                            |               |               |       |       |        |                  |                  |                  |                         |                         |                         |       |       |        |

### Selección nacional
Actualizado hasta su último partido disputado el 11 de junio de 2025.
| Selección         | Año             | Amistosos | Amistosos | Amistosos | Eliminatorias | Eliminatorias | Eliminatorias | Continental | Continental | Continental | Mundial | Mundial | Mundial | Total | Total | Total  |
| Selección         | Año             | Part.     | Goles     | Asist.    | Part.         | Goles         | Asist.        | Part.       | Goles       | Asist.      | Part.   | Goles   | Asist.  | Part. | Goles | Asist. |
| ----------------- | --------------- | --------- | --------- | --------- | ------------- | ------------- | ------------- | ----------- | ----------- | ----------- | ------- | ------- | ------- | ----- | ----- | ------ |
| Absoluta Paraguay | 2018            | 2         | 0         | 0         | —             | —             | —             | —           | —           | —           | —       | —       | —       | 2     | 0     | 0      |
| Absoluta Paraguay | 2019            | 3         | 2         | 2         | —             | —             | —             | —           | —           | —           | —       | —       | —       | 3     | 2     | 2      |
| Absoluta Paraguay | 2020            | —         | —         | —         | 1             | 1             | 0             | —           | —           | —           | —       | —       | —       | 1     | 1     | 0      |
| Absoluta Paraguay | 2021            | —         | —         | —         | 5             | 1             | 0             | 2           | 1           | 0           | —       | —       | —       | 7     | 2     | 0      |
| Absoluta Paraguay | 2023            | 1         | 0         | 0         | 3             | 0             | 0             | —           | —           | —           | —       | —       | —       | 4     | 0     | 0      |
| Absoluta Paraguay | 2024            | 3         | 0         | 0         | 4             | 0             | 0             | 2           | 0           | 0           | —       | —       | —       | 9     | 0     | 0      |
| Absoluta Paraguay | 2025            | —         | —         | —         | 3             | 0             | 0             | —           | —           | —           | —       | —       | —       | 3     | 0     | 0      |
| Total selección   | Total selección | 9         | 2         | 2         | 16            | 2             | 0             | 4           | 1           | 0           | 0       | 0       | 0       | 29    | 5     | 2      |
| 1. 2.             |                 |           |           |           |               |               |               |             |             |             |         |         |         |       |       |        |

### Resumen estadístico
| Torneo                  | Part. | Goles | Asist. |
| ----------------------- | ----- | ----- | ------ |
| Liga                    | 269   | 49    | 65     |
| Copas nacionales        | 23    | 7     | 7      |
| Torneos internacionales | 54    | 14    | 9      |
| Selección de Paraguay   | 29    | 5     | 2      |
| Total                   | 375   | 75    | 83     |

## Palmarés

### Campeonatos nacionales
| Título              | Club          | Sede      | Año     |
| ------------------- | ------------- | --------- | ------- |
| Copa Argentina      | C. A. Huracán | Argentina | 2013-14 |
| Supercopa Argentina | C. A. Huracán | Argentina | 2014    |

### Campeonatos internacionales
| Título                      | Club         | Sede   | Año     |
| --------------------------- | ------------ | ------ | ------- |
| Liga de Campeones de la AFC | Al-Ain F. C. | Al-Ain | 2023-24 |

### Distinciones individuales
| Distinción                                                         | Otorgada por | Año  |
| ------------------------------------------------------------------ | ------------ | ---- |
| Mejor jugador de la temporada 2022-23 de la Liga Profesional Saudí | Sofascore    | 2023 |